# Valeriana hornschuchiana
Valeriana hornschuchiana är en kaprifolväxtart som beskrevs av Wilhelm Gerhard Walpers. Valeriana hornschuchiana ingår i släktet vänderötter, och familjen kaprifolväxter. Inga underarter finns listade i Catalogue of Life.